# Nicky Featherstone
Nicky Lee Featherstone (født 22. september 1988 i Goole, England) er en engelsk fodboldspiller, der spiller som angriber hos den engelske klub Hartlepool United.